# Салеха (королева Брунею)
Салеха (малай. Hajah Saleha binti Haji Mohamed Alam)  — дружина чинного султана Брунею Хассанала Болкіаха, Королева-консорт Брунею.

## Титул
Повне ім'я королеви з усіма титулами звучить як Раджа Істері Пенгіран Анак Хаджа Салеха бінті Пенгіран Пеманча Пенгіран Анак Хаджи Мохамед Алам (малай. Raja Isteri Pengiran Anak Hajah Saleha binti Pengiran Pemancha Pengiran Anak Haji Mohamed Alam). Власне ім'я королеви є Хаджа Салеха (де, «Хаджа» є ознакою мусульманки, яка здійснила хадж), а Хаджі Мохамед Алам є її по-батькові, іменем батька. «Раджа Істері» є титулом королеви-консорта, «Пенгіран Анак» є свідченням, що вона є онукою султана.

## Біографія
Салеха народилася у місті Бруней (тепер Бандар-Сері-Бегаван у 1946 році. Її батьком був Мохамед Алам, племінник брунейського султана Мухаммада Джамалуля Алама II. Початкову освіту отримувала приватним чином у палаці Дарул Хана (малай. Istana Darul Hana), де з 1950-тих років жила королівська родина. Надалі навчалась у середній школі, яку закінчила 1965 року.
28 липня 1965 року Салеха одружилася зі своїм двоюрідним братом кронпринцем, Хассаналом Болкіахом, сином сестри свого батька.
Салеха має 2 синів та 4 дочок. Також в неї станом на 2017 рік є 13 онуків: п'ять від принцеси Рашиди, три від кронпринца Біллаха, два від принцеси Маджиди, два від принцеси Хафізи та один від принца Абдула Маліка. Її старший син Аль-Мухтаді Білла є спадкоємцем брунейського престолу.
Салеха патронує низку жіночих організацій Брунею.
До її хобі належать садівництво, розведення птахів та риб, читання, гра у бадмінтон та традиційні брунейські настольні ігри пасанг і конгкак (остання — різновид манкали).
У 1982 та 2005 роках султан одружувався вдруге та втретє та на певний період відсторонювався від Салехи, не з'являвся в її присутності на публіці. Але обидва шлюби завершилися розлученнями.
У жовтні 2017 року був відкритий новий 750-метровий вантовий міст через річку Бруней у столиці країни, названий на честь Салехи. На церемонії відкриття був присутній султан з дружиною, а також інші члени королівської родини та найвищі чиновники Брунею.

## Нагороди

### Брунейські
- : Великий нашийний хрест Королівського Ордену Корони Брунею[3][4][5][6]
- : Великий лицарський хрест Ордену Найпочеснішої Родини Брунею I ступеню[7]
- : Медалі султана Хассанала Болкіаха I ступеню[8]

### Іноземні
- : Вищий орден Відродження[3][9]
- : Орден Корони Королівства[en]
  - Дамський Великий хрест Королівського родинного ордену Келантану
- : Великий хрест Ордену Нідерландського лева[10]
- : Орден Серафимів[11][12]
- : Орден Чула Чом Клао[en][3][13]
- : Орден княгині Ольги I ступеню[14]

## Вшанування
На честь Салехи названо декілька об'єктів у Брунеї. У побуті їх називають абревіатурою її імені й титулів — RIPAS. Серед них:
- Шпиталь RIPAS у Бандар-Сері-Бегавані
- Міст RIPAS через річку Бруней у Бандар-Сері-Бегавані, відкритий 2017 року